# Bột bắp

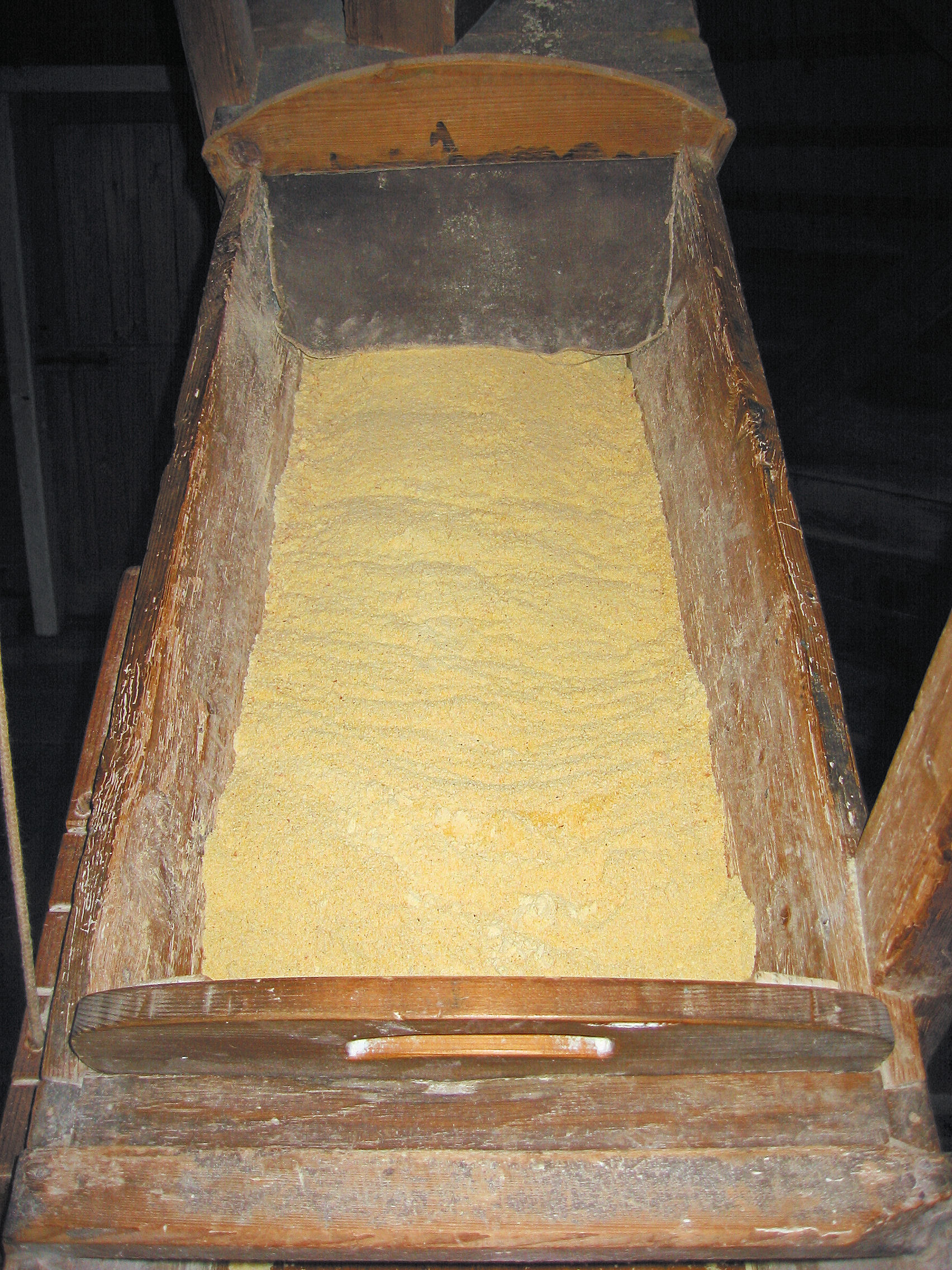
Bột bắp

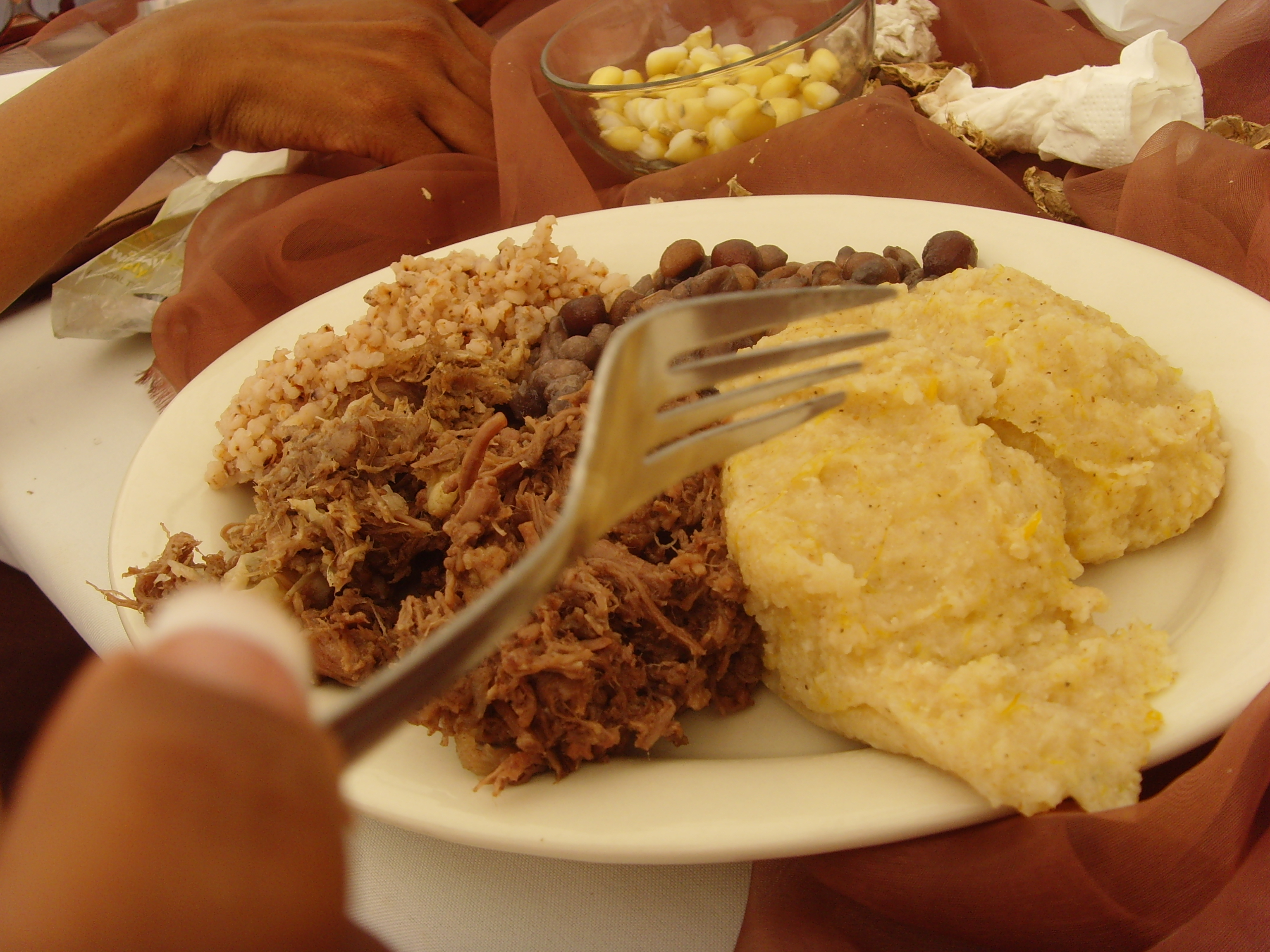
Món Ugali

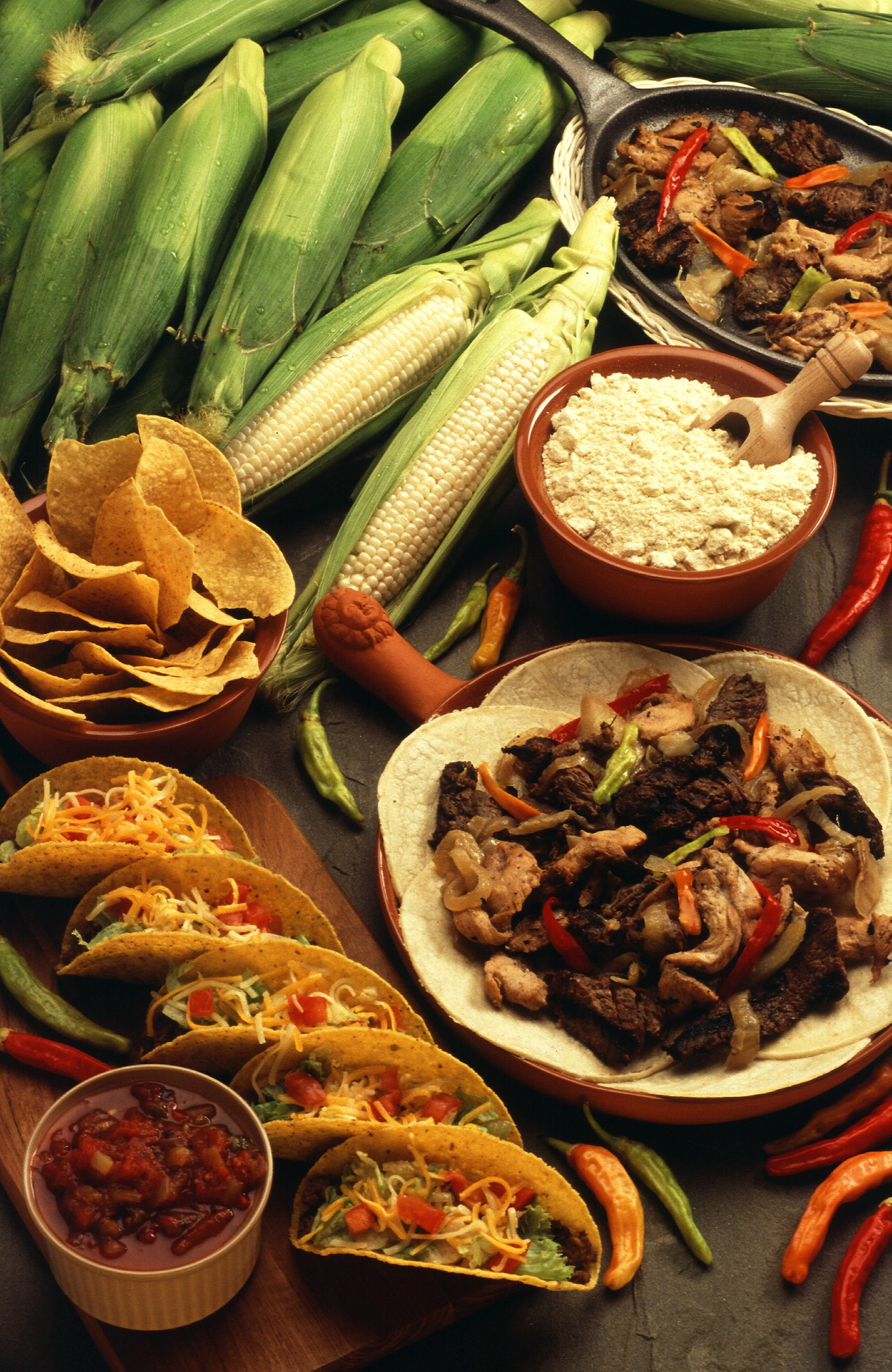
Bắp, bột bắp và những thực phẩm làm từ bột bắp

Bột bắp hay bột ngô hay còn gọi là cám ngô là một loại bột mịn được làm từ các nội nhũ (phần lõi của hạt) của hạt bắp/ngô khô. Bột bắp được sử dụng cho nhiều điều trong nấu ăn, nhưng phổ biến nhất là sử dụng như một chất kết dính và chất làm đặc trong các món ăn khác nhau. Không giống như bột mì, bột bắp thực sự trở nên định hình rõ ràng khi nấu chín. Nó cũng được sử dụng như là một tác nhân chống kết dính trong đường bột. Để tránh vón cục khi sử dụng bột bắp, người ta pha trộn với một chất lỏng lạnh cho đến khi mịn trước khi nấu ăn hoặc thêm nó vào một chất lỏng nóng. Ở châu Phi, cám ngô là một thực phẩm thiết yếu của người dân châu Phi, người ta dùng chúng làm ra món Ugali để ăn trong các bữa ăn hàng ngày.

## Công dụng
Bột bắp được sử dụng trong chế biến thực phẩm từ lâu đời. Thường người ta dùng bột bắp làm đặc, làm chất tạo độ kết dính cho các loại nước sốt, súp, bánh pudding và các loại kem. Ngoài ra, bột bắp còn được dùng làm bột phụ trợ cho đồ nướng, các loại bánh nướng, bánh quy. Tinh bột bắp được sử dụng như một chất làm đặc trong súp và các thực phẩm khác như nước sốt, nước thịt và trứng. Bên cạnh đó nó còn dùng để sản xuất dextrose amino acid, rượu, bột ngọt...
Bột bắp còn giúp cần bằng lượng mỡ trong máu, ngăn ngừa bệnh tim mạch. Tuy nhiên những loại bột bắp làm từ tinh bột tinh chế sẽ ít còn giá trị bổ dưỡng vì không bao gồm thành phần chất xơ và chất đạm cũng như một số sinh tố và khoáng chất vốn dĩ có nhiều trong phần võ ngoài của hạt bắp và mầm bắp.
Ở Việt Nam, bột bắp còn được sử dụng để chế biến cà phê, các nhà sản xuất cà phê cho khoảng 10% bắp rang để lấy độ keo, 90% còn lại là cà phê, giai đoạn hiện nay chỉ có 10% là cà phê, phần còn lại là đậu nành cháy và bột bắp được tẩm với hàng loạt hóa chất, hương liệu độc hại. Ở Trung Quốc, nhiều dược phẩm chứa dược phẩm quý như nhân sâm, linh chi... được phát hiện thực chất làm từ bột bắp.

## Chế biến
Công nghệ chế biến hiện nay tách ly bắp làm 4 thành phần: tinh bột, mầm bắp, chất xơ và chất đạm. Sau khi được tách ly, chất xơ và chất đạm sẽ được chế biến làm thức ăn chăn nuôi gia súc, mầm bắp được tinh lọc làm dầu bắp. Chỉ có tinh bột được sử dụng đa dạng trong chế biến thực phẩm hoặc làm bánh kẹo.
Tinh bột bắp là một sản phẩm bột được sản xuất từ bắp qua quá trình ngâm, nghiền, tách, lọc và sấy khô. Bắp được ngâm trong nước từ 30 đến 48 giờ để lên men từ từ. Mầm của bột bắp được tách ra từ nội nhũ, hai thành phần đó tách ra khỏ hạt bắp (bắp vẫn được ngâm). Sau đó lọc lấy phần lõi của hạt bắp. Tiếp theo nó được làm khô bởi máy ly tâm(sản phẩm dư thừa qua mỗi công đoạn được sử dụng làm thức ăn gia súc và các sản phẩm khác). Cuối cùng tinh bột có thể được dùng cho mục đích cụ thể.